# A201 (väg, Belgien)

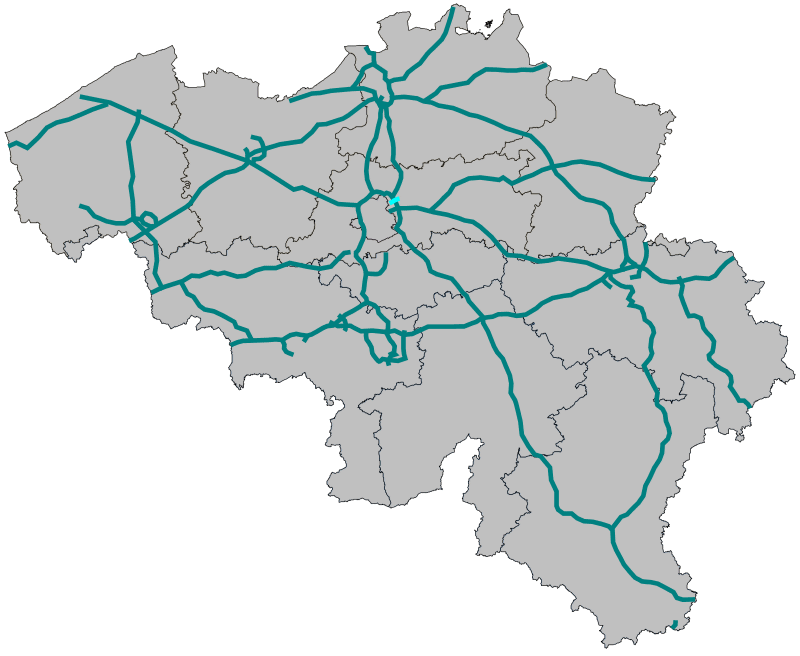
A201 (Belgien)

A201 är en motortrafikled (tidigare  motorväg, fram till 2022) i Belgien vid flygplatsen Zaventem.